# Райс, Саксон
Са́ксон Райс (англ. Saxon Rice; 15 июня 1976) — австралийский политик. Была членом законодательной ассамблеи Западной Австралии от Лейбористской партии с 10 февраля 2001 года по 6 сентября 2008 года.

## Биография
Саксон Райс родилась 15 июня 1976 года. Она окончила Австралийский национальный университет, получив степень магистр международного права, и Сиднейский университет, получив степень бакалавр экономики.

## Карьера
Саксон входит в Либеральную национальную партию Квинсленда. Также Райс является членом Законодательного собрания штата Квинсленд для Гора Кут-тха, победив казначея Эндрю Фрейзера на государственных выборах 2012 года. Она был назначена помощником министра по техническому и дополнительного образования 3 апреля 2012.

## Личная жизнь
Саксон замужем за Томасом Райсом. У супругов есть дочь — Имоджен Андерсон Райс (род.06.02.2014).